# 徐福顺
徐福顺（1958年10月—），男，汉族，山东莱州人，中华人民共和国政治人物。1984年9月参加工作，1987年6月加入中国共产党。辽宁财经学院（今东北财经大学）基本建设经济系基建财务与信用专业毕业，华中科技大学社会学系在职研究生学历，法学博士学位，高级审计师。
历任中国核工业总公司审计室综合审计处副处长、审计室副主任、审计局副局长、代局长、总经理助理兼直属党委书记、投资经营管理部主任、中核久安科技股份有限公司董事长等职务。
2001年10月，任中国核工业集团公司党组成员、总经理助理兼直属党委书记、办公厅（总经理部）主任，挂职青海省省长助理。2003年9月，任青海省人民政府副省长。2007年4月任中共青海省委常委、常务副省长。
2013年6月，调任国务院国有资产监督管理委员会副主任、党委委员。2013年10月20日，中国工会第十六次全国代表大会在北京召开，选举产生284名执行委员和执行委员会。10月21日，中华全国总工会第十六届执行委员会第一次全体会议选举他出任副主席。2018年12月，被免去国务院国资委副主任职务。

## 违纪通报
2016年6月，中共中央纪委下发《关于徐福顺、王宜林、杨华同志违反中央八项规定精神问题的通报》，这份文件编号为“中纪通【2016】6号”的通报指出徐福顺、王宜林、杨华违反中央八项规定精神的主要问题包括“在党中央持续高压的态势下，依然多次公款吃喝，提供高档酒水和香烟”，以及“并未报国资委审批的情况下违规购买北京金湖度假村，共花费公款9.497亿元”等。2018年1月，当选第十三届全国政协委员。